# Bruno Poromaa
Bruno Poromaa, född 10 maj 1936 i Saittarova, Tärendö, död 11 september 2016, var en svensk socialdemokratisk politiker, som mellan 1982 och 1994 var riksdagsledamot för Norrbottens läns valkrets.
Han var fackordförande i Gruvindustriarbetareförbundets avdelning 12 i Kiruna, fackrepresentant i centrala strejkkommittén i Malmfälten 1969-1970 samt senare kommunalråd i Kiruna under en följd av år.